# جائزة جنوب إفريقيا الكبرى للدراجات النارية 2002
جائزة جنوب أفريقيا الكبرى للدراجات النارية 2002 هو سباق دراجات نارية أقيم بتاريخ 21 أبريل 2002. كان الجولة الثانية من أصل 16 في سباق الجائزة الكبرى للدراجات النارية موسم 2002. فاز توهرو أوكاوا بفئة الموتو جي بي بينما جاء فالنتينو روسي في المركز الثاني وحصل على المركز الثالث لوريس كابيروسي.

## وصلات خارجية
- الموقع الرسمي